# Tenero-Contra

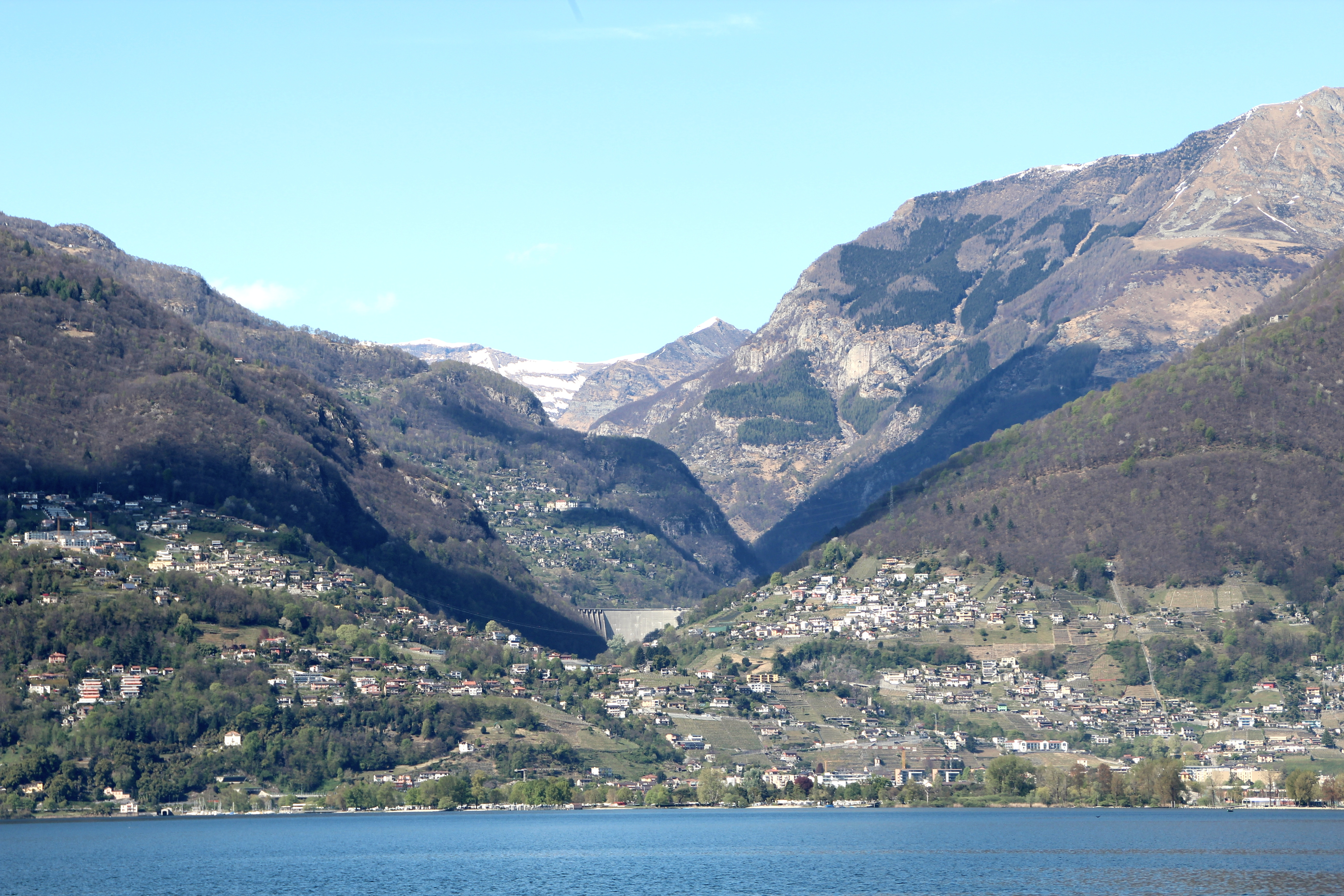
Tenero-Contra mit Verzascatal im Hintergrund

Tenero-Contra [ˈteːnero ˈkontra] ist eine politische Gemeinde im Kreis Navegna, im Bezirk Locarno im Kanton Tessin in der Schweiz.

## Geographie
Tenero-Contra liegt am Ufer des Lago Maggiore. Oberhalb von Tenero im Verzascatal liegt der Lago di Vogorno. Die Verzasca fliesst auch durch das Dorf.
Durch die Lage am Übergang von der Magadinoebene in den Lago Maggiore hat sich hier entlang des Sees ein Camping-Zentrum mit sieben Campingplätzen entwickelt. Daneben befindet sich das Centro sportivo nazionale della gioventù (kurz: Centro sportive Tenero, CST), ein Sport- und Ausbildungszentrum des Bundesamts für Sport. Dieses Sportzentrum wurde von der deutschen Fussballnationalmannschaft als Trainingsstätte während der Fussball-Europameisterschaft 2008 genutzt.
Auf dem Schienenweg wird die Gemeinde durch den Bahnhof Tenero an der Bahnstrecke Giubiasco–Locarno der Schweizerischen Bundesbahnen (SBB) erschlossen. Dazu kommen die Busverbindung Bellinzona-Locarno sowie der Lokalbus Tenero-Locarno.

## Geschichte
Der Ort ist im Jahr 1235 als Tendero Contra erwähnt. Hier wurden Gräber aus der Bronze- und Eisenzeit sowie verschiedene Gräberfelder aus der Römerzeit mit zahlreichen Beigaben und römischen Münzen von Augustus bis Commodus aufgedeckt und Schalensteine gefunden. Andere Funde wurden 1887 gemacht. Die Adelsfamilien Magoria und die Orelli besassen 1260 und noch 1420 in Tenero Grundrechte. Tenero gehörte 1397 und 1497 zur Grafschaft Stazzona oder Angera. Die Brücke von Tenero wird 1335 erwähnt. Von den Höhen von Tenero bis zum Lago Maggiore erstreckte sich die Fraccia genannte, schon 1431 sowie 1503 erwähnte Festungsmauer von Locarno. Sie wurde von den Visconti gebaut. Am 18. März 1503 fand um diese Befestigungsanlage ein heftiger Kampf zwischen Schweizern und Franzosen statt. Als die
Schweizer den Durchzug nicht erzwingen konnten, umgingen sie das Hindernis über die Berge des Verzasca- und des Maggiatals; es gelang ihnen, sich Locarnos zu bemächtigen und die Franzosen zum Rückzug nach Arona zu zwingen. Ein dei Marcacci genannter Turm wurde 1614 von Filippo Marcaccio bei der Fraccia gebaut. Am 2. Juli 1841 kam es auf der Brücke von Tenero zu einem Treffen zwischen den Einwohnern des Verzascatals unter der Führung von Giuseppe Nessi und den regierungstreuen Truppen. Ein grosser Weinkelter wird 1500 erwähnt. Eine Papierfabrik wurde seit 1853 betrieben.
Tenero hat eine interessante kirchliche Geschichte. Die 1419 erwähnte, 1585 wiederaufgebaute, 1744 vergrösserte Kirche San Vincenzo war die Pfarrkirche von Gordola; politisch gehörte das Dorf zu Contra, kirchlich dagegen zu Gordola. Die vicini von Tenero unterstanden 1641 der Gerichtsbarkeit des Pfarrers von Contra, die Fremden aber derjenigen des Pfarrers von Gordola; tatsächlich übte dieser aber die Gerichtsbarkeit über die gesamte Bevölkerung aus, was durch einen Schiedsspruch von 1719 bestätigt wurde. Bis 1903 blieben die Verhältnisse unabgeklärt; 1898
ging der Sitz der Kirchgemeinde nach Gordola über; die Kirche San Vincenzo wurde zweite Pfarrkirche. Der Pfarrer von Contra erhielt 1903 die Jurisdiktion über das ganze Gemeindegebiet. Tenero erwarb 1921 von der Kirchgemeinde Gordola die Kirche von San Vincenzo. Am 28. März 1923 wurde die Kirchgemeinde Tenero-Contra kanonisch errichtet; sie umfasst das ganze Gebiet der Gemeinde sowie die Weiden von Mappo und Mondacce, die zur politischen Gemeinde Minusio gehören. Die Kirche von Contra wurde nun zweite Pfarrkirche von Tenero.
Contra bildet nach wie vor eine eigenständige Bürgergemeinde.

## Bevölkerung

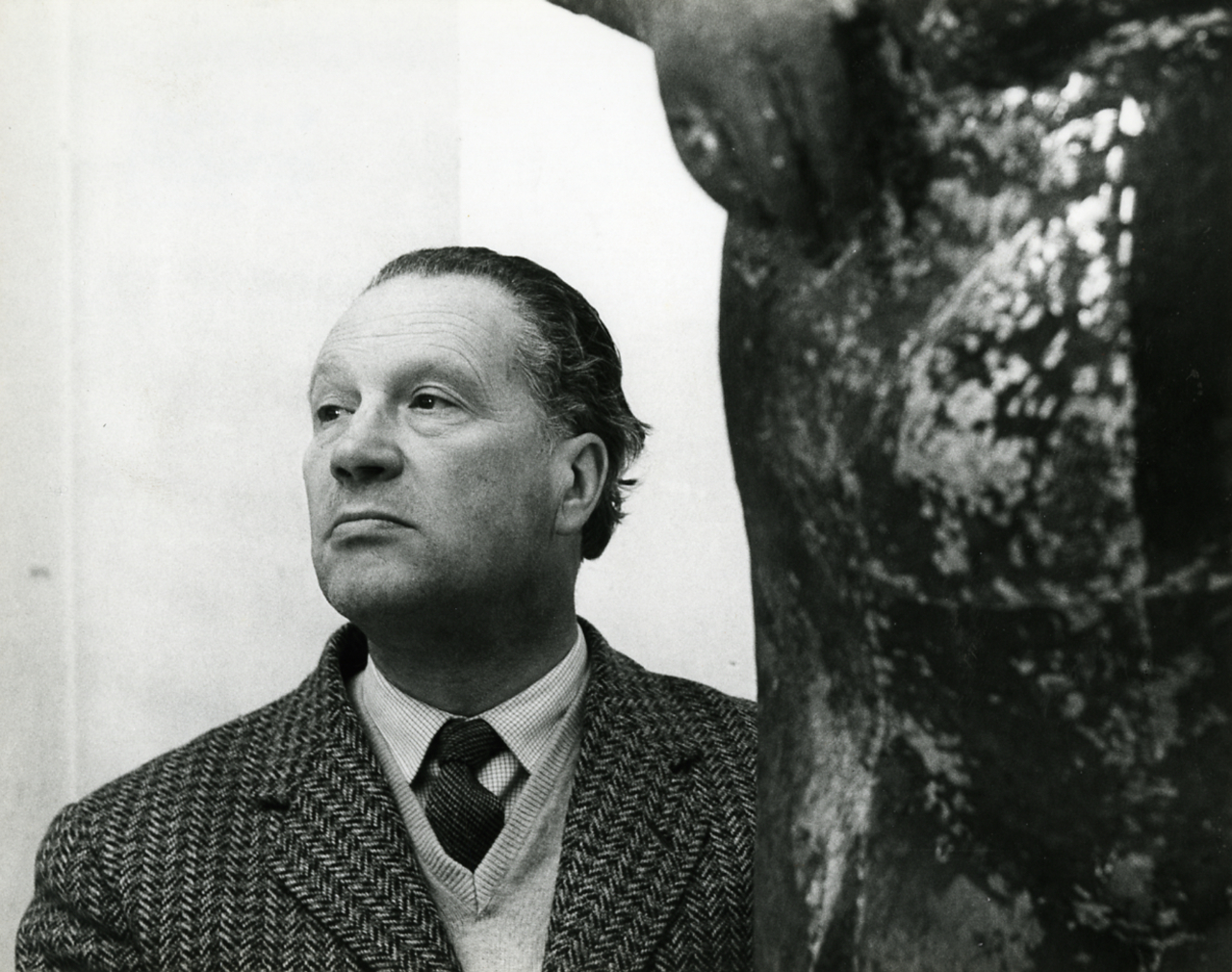
Marino Marini, Foto von Paolo Monti, 1958 (Fondo Paolo Monti, BEIC)

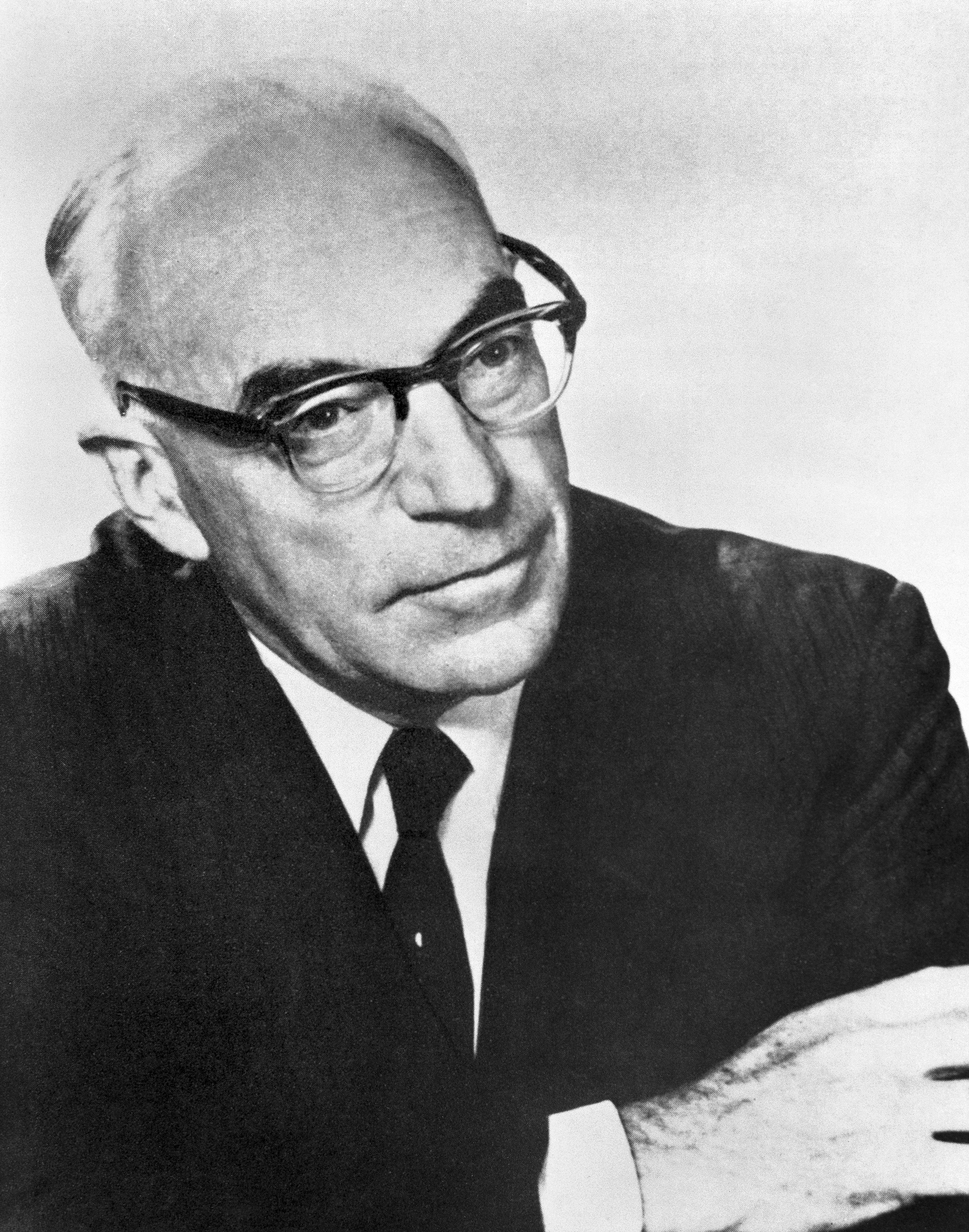
John Carew Eccles

Einwohnerzahlen: Volkszählungsdaten

## Sehenswürdigkeiten
- Pfarrkirche Santi Pietro und Vincenzo im Ortsteil Tenero[8]
- Pfarrkirche San Bernardo im Ortsteil Contra[8]
- Oratorium Beata Vergine della Fraccia (1649–1644)[9][8]
- Zeichenstein genannt Sass di cent cros an der Grenze der Gemeinden Mergoscia und Brione sopra Minusio in Val Resa (300 m nach Viona)[10]
- Schloss Tenero, ein Herrschaftshaus an der Piazza Canevascini

## Kultur
- Galleria Matasci (Tenero-Contra)
- Museo del vino[11]
- Mostra Mario Giacomelli – Quarant’Anni di Fotografia 1954–1994 (1994)[12]
- Mostra di Cesare Lucchini (1996)[13]
- Mostra di Selim Abdullah (1997)[14]

## Persönlichkeiten
- Taddeo Guerino (* um 1600; † nach 1624), Künstler. Tessiner Stuckateur. 1624 schuf er die Stuckdekoration der Rosenkranzkapelle in der Pfarrkirche von Contra[15]
- Giacomo Francesco Leoni (* um 1685 in Verscio ?; † nach 1718 in Contra ?), Künstler, Holzschnitzer, im Jahr 1718 fertigte er den Tabernakel für die Pfarrkirche in Contra[16]
- Guglielmo Canevascini (* 2. Mai 1886 in Tenero-Contra; † 20. Juli 1965 in Lugano), Politiker, Staatsrat[17]
- Marino Marini (1901–1980), Bildhauer
- John Carew Eccles (* 27. Januar 1903 in Melbourne, Australien; † 2. Mai 1997 in Tenero-Contra), Physiologe, Nobelpreisträger
- Elio Canevascini (* 11. Januar 1913 in Tenero; † 14. Dezember 2009 in Rancate), Arzt in Mendrisio und Lugano, Orthopäde, Spanienkämpfer, Partisan in Jugoslawien, Antifaschist[18][19]
- Cristina Spoerri (Sprenger) (* 4. Juli 1929 in Tenero; † 1. Oktober 2013 in Reinach BL; Bürgerort Ottenbach ZH), Malerin, Zeichnerin[20]
- Daniela Calastri Winzenried (* 1956), Schriftstellerin[21]

## Sport
- Associazione Calcio Tenero-Contra[22]

## Bilder

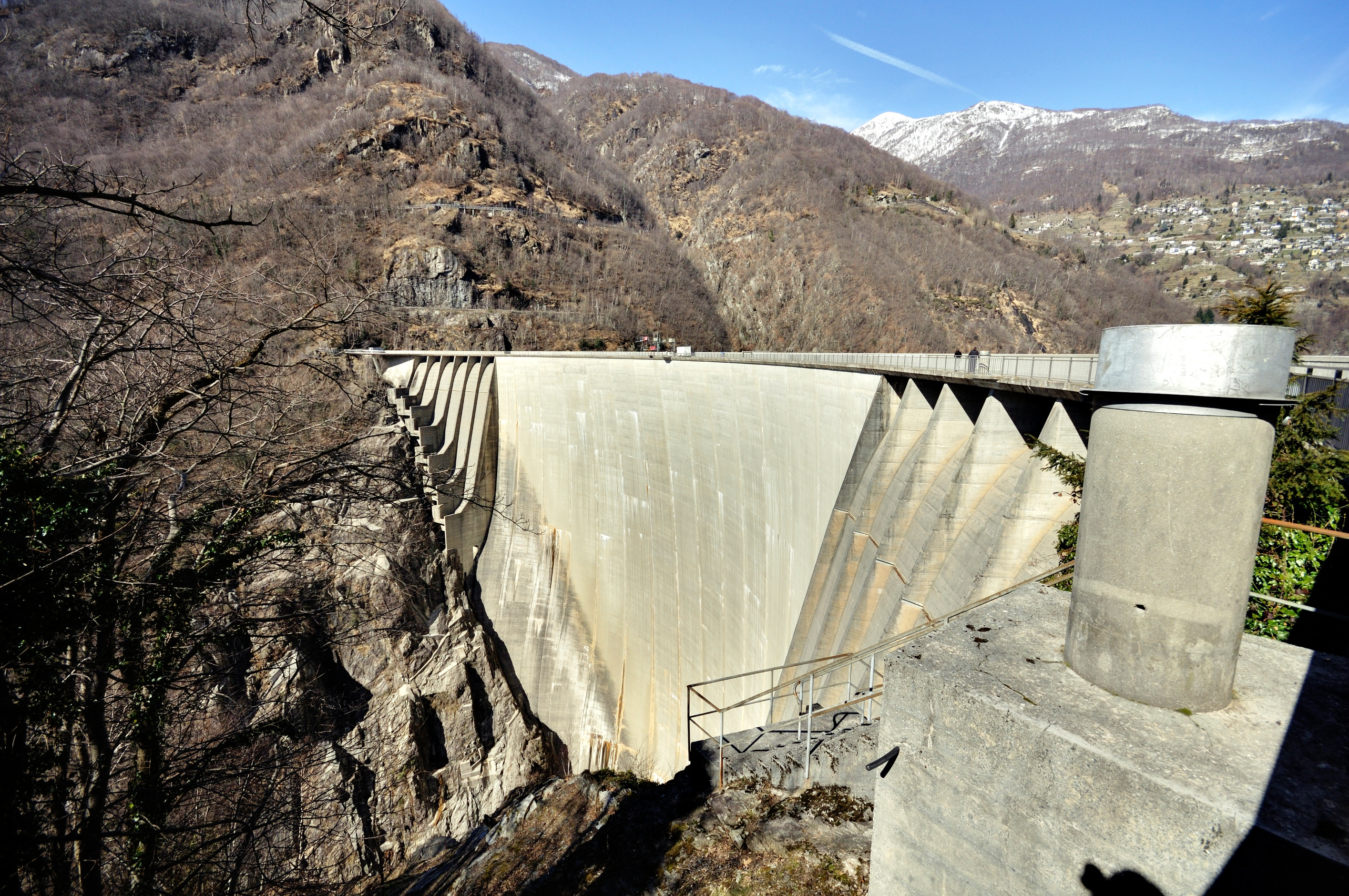
Contra Damm
Oratorium Beata Vergine della Fraccia. Historisches Bild von Leo Wehrli (1944)
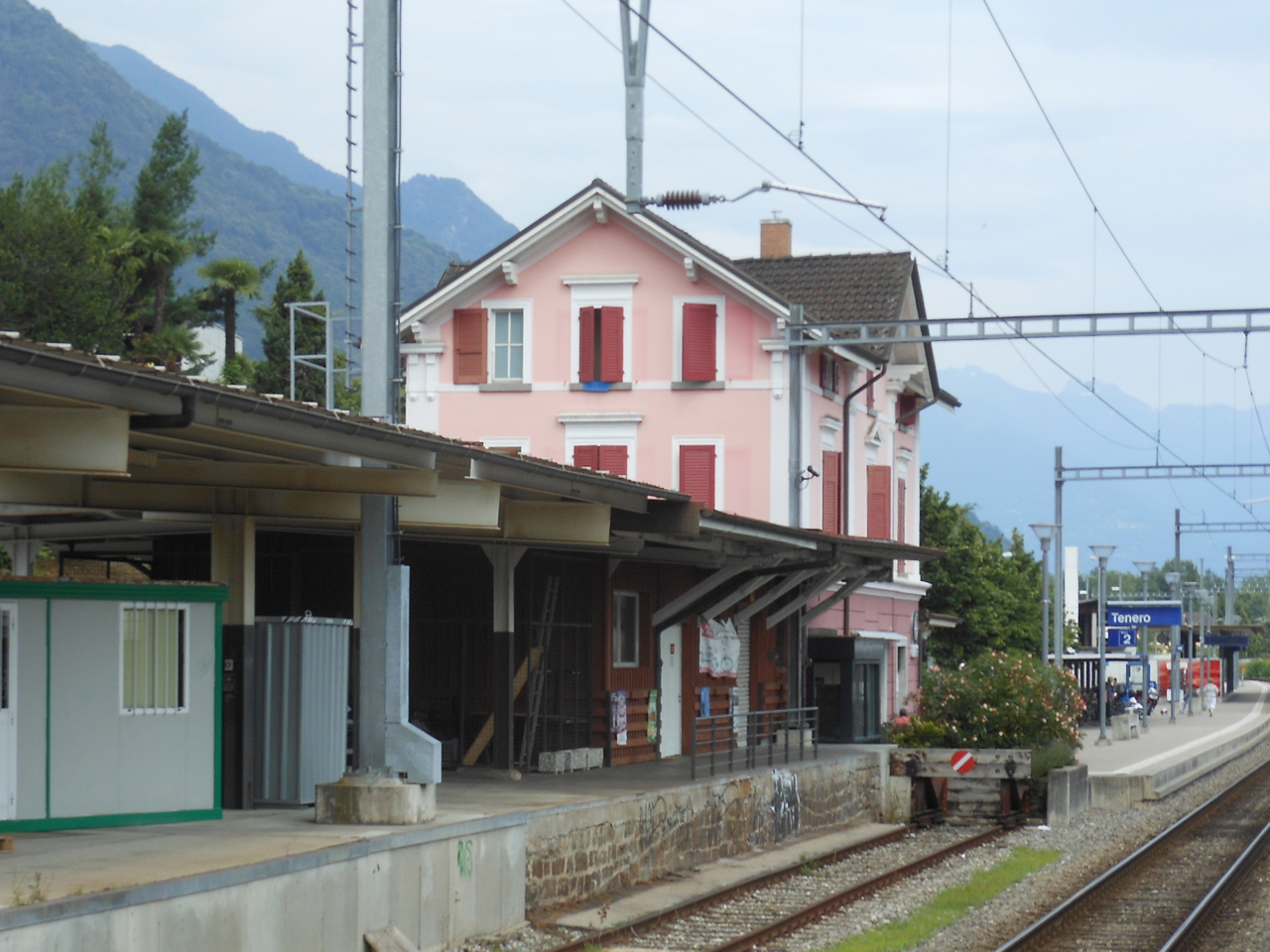
Bahnhof Tenero
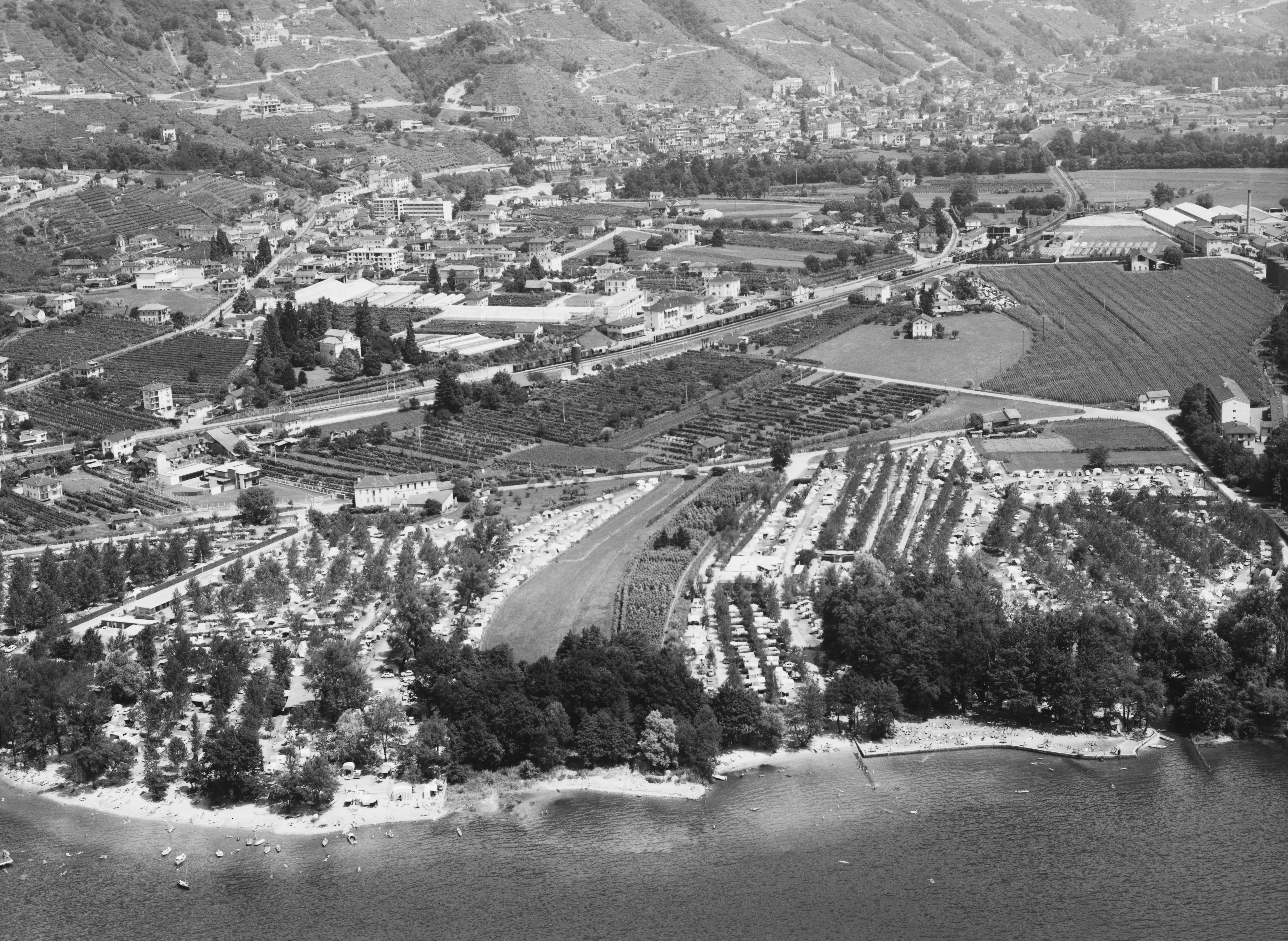
Tenero. Historisches Luftbild von Werner Friedli (1964)
Contra. Historisches Luftbild von W. Friedli (1953)